# Muncharaz (Abadiano)
Muncharaz (en euskera y oficialmente Muntsaratz) es un barrio del municipio de Abadiano, en la provincia de Vizcaya, en el País Vasco (España) que consta de 1570 habitantes.

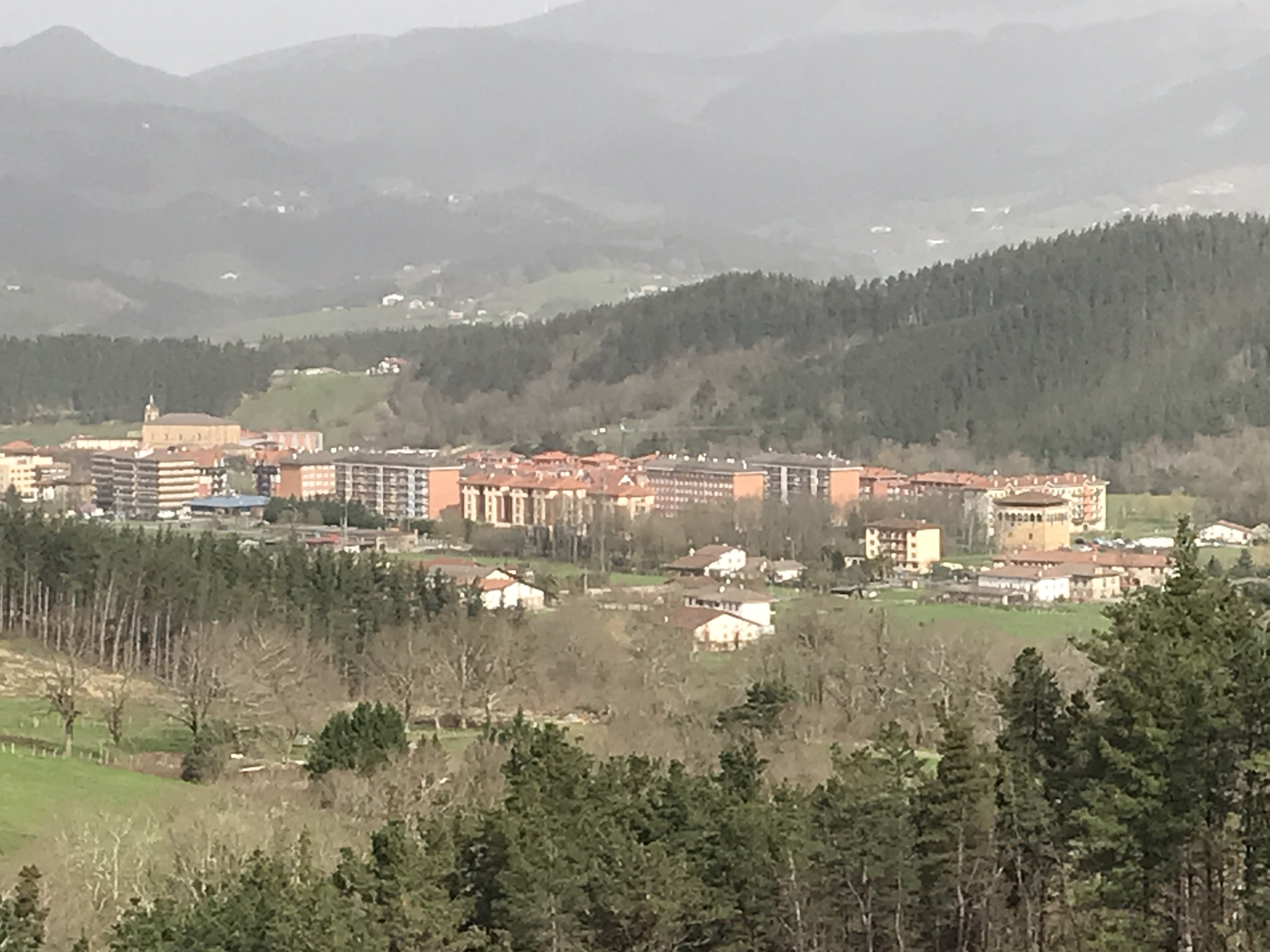
Vista general de Muntsaratz.

## Población
Muncharaz se ubica en la Nacional 636, a orillas del río Atsarte, cerca de su desembocadura en el Ibaizabal. Se trata de un núcleo dividido en dos barrios; el barrio viejo, de casas tradicionales, y el moderno, que se trata de una urbanización formado por edificios residenciales, en forma de pisos, a la que cuenta con un parque. El río Atsarte hace de límite con barrio de Celayeta.
Aparte de Muncharaz; dentro de sus término, se ubica el caserío de Irazola y la torre de Muntsaratz que le da nombre al barrio.

## Historia
Muncharaz era el nombre de una familia de nobles que tuvo sus dominios en estos lugares. Se sabe de su existencia desde 1212 y la familia se asentó por Vizcaya, especialmente en Abadiano, donde da su nombre al núcleo. Su Torre de Muntsaratz, se ubica en una zona semiurbana, al este de la urbanización.
Otra familia que se asentó aquí, fue los Irazola, a la que da nombre al barrio mencionado antes.

## Naturaleza
La anteiglesia predomina bosques, eucaliptales y praderas en el pico Uriormendi, de unos 351 metros. El entorno que se encuentra hace que sea un lugar con mucho turismo, por ser la entrada a la Sierra de Amboto; es una zona de reunión de montañeros y senderistas; donde sube por la sierra para visitar el núcleo de Sagasta; y subir los montes de Amboto, de Alluitz, y en ciertas ocasiones, el Unzillatz.

## Arquitectura civil y religiosa

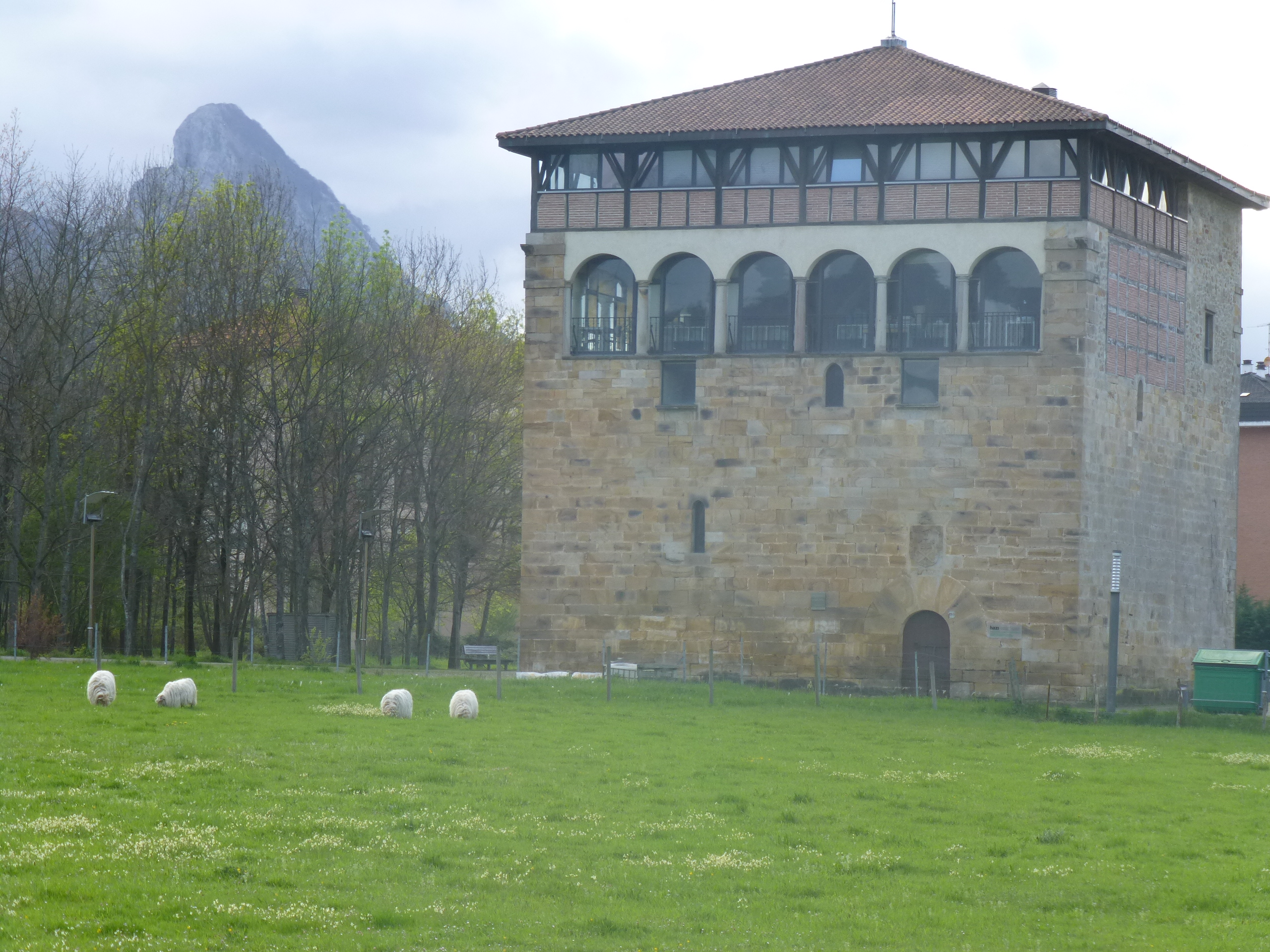
Torre de Muntsaratz.

El palacio y torre de Muncharaz es uno de los edificios más característicos del núcleo; pero aparte de este, en sus términos; se encuentra varias ermitas y capillas de gran interés, las capillas de San Antolín, de Andra Marí que data del siglo X, y de Santa Eufemia; que se asienta sobre los restos de un cementerio o necrópolis de origen medieval, ubicado en Irazola.

## Servicios
Cuenta con un polígono industrial y varias paradas de autobús, que enlaza con Bilbao.